# Ford Transit Connect
Ford Transit Connect (укр. Форд Транзит Коннект) — компактний вантажний фургон компанії Ford.
Transit Connect першого покоління збирала компанія Ford Otosan (Коджаелі, Туреччина) разом з Ford Romania (Крайова, Румунія). Для другого покоління компанія Ford of Europe перенесла виробництво на свій завод Ford Valencia Body and Assembly (VB&A) (Алмусафес, Валенсія, Іспанія). У 2022 році вийшло третє покоління Tourneo Connect, на базі Volkswagen Caddy, і модельну лінійку Transit Connect тепер збирає компанія Volkswagen у Польщі (Познань).

## Перше покоління (2002–2013)
Фургон Ford Transit Connect спроектований Пітером Хорбері і вперше представлений в 2002 році для заміни Ford Escort Van і серії фургонів Courier на базі Fiesta, випуск яких припинився в тому ж році.
Модель для дозвілля Ford Tourneo Connect — це той же Transit Connect, але з бічними вікнами і задніми сидіннями. У США всі Transit Connect імпортуються як пасажирський автомобіль, щоб обійти 25%-ий «Курячий податок» на ввезені легкі вантажівки.
Transit Connect використовує передньоприводну платформу Ford C170 міжнародного Ford Focus — така ж платформа зараз використовується в північноамериканському Ford Focus. Крім назви, Transit Connect має з моделлю Ford Transit кілька загальних компонентів. Connect виробляє компанія Automobile Craiova в Румунії і Otosan на новому турецькому заводі в Гельджюк провінції Коджаелі.

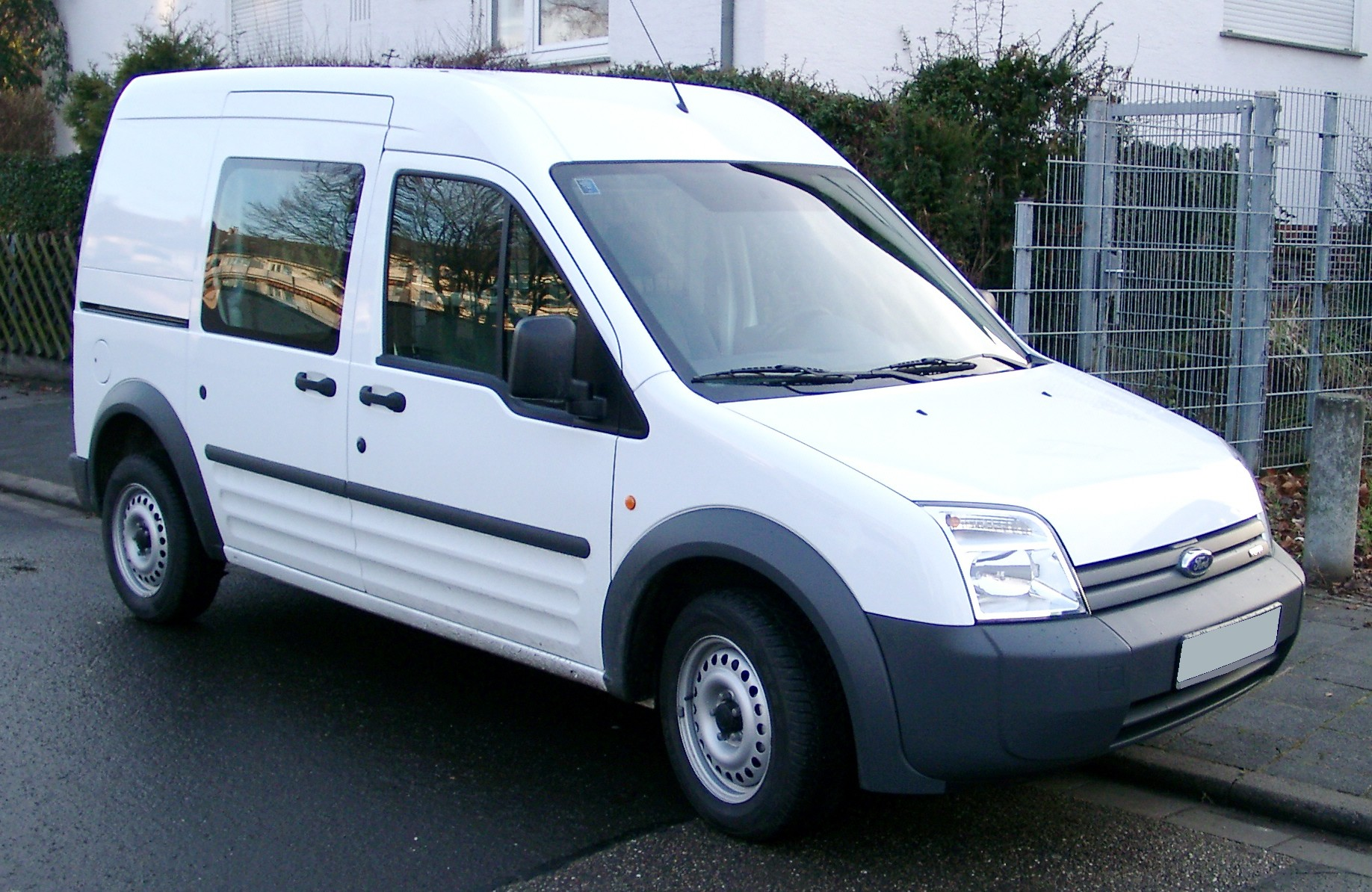
Ford Transit Connect LWB (2006-2009)
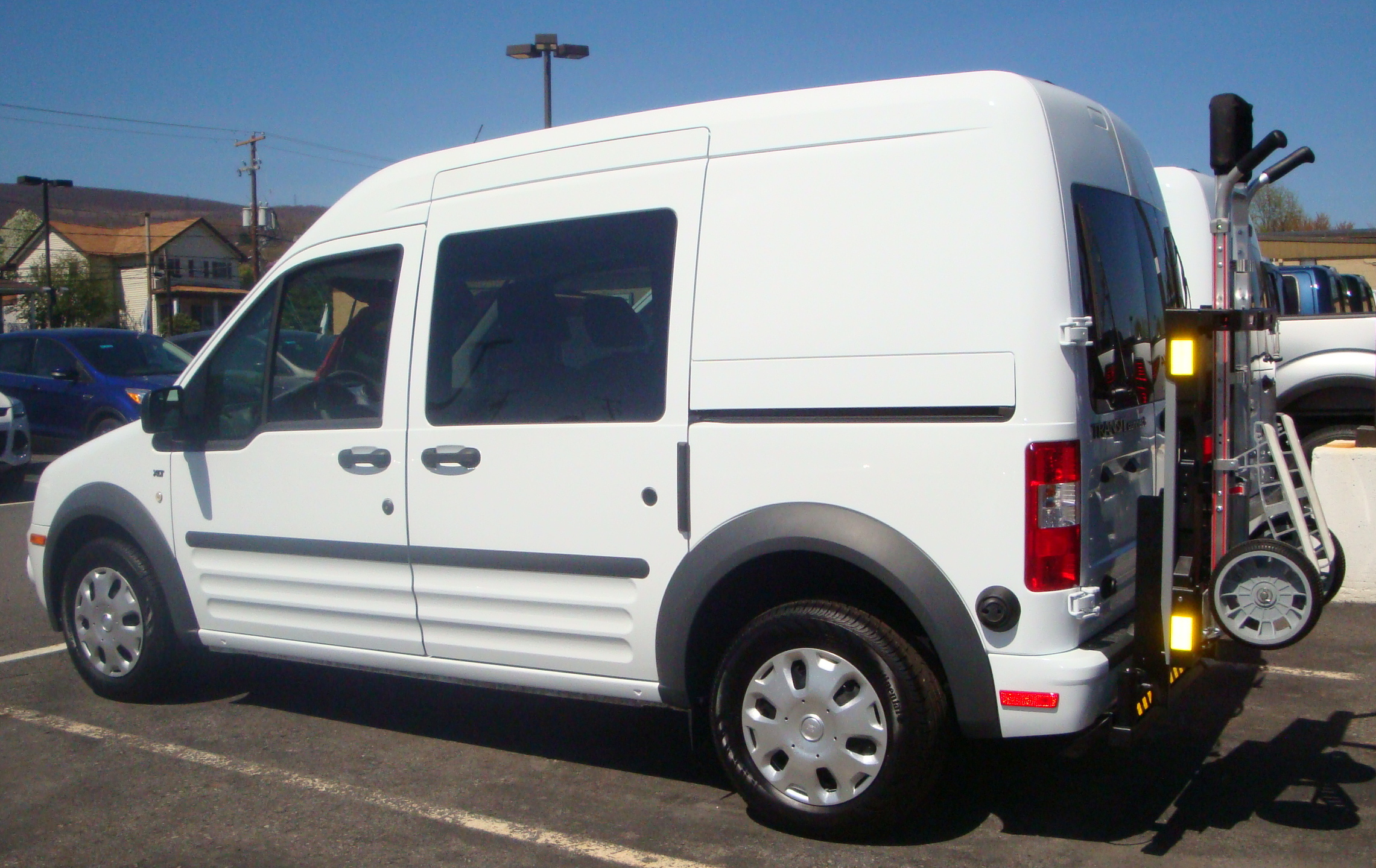
Ford Transit Connect LWB (2006-2009)
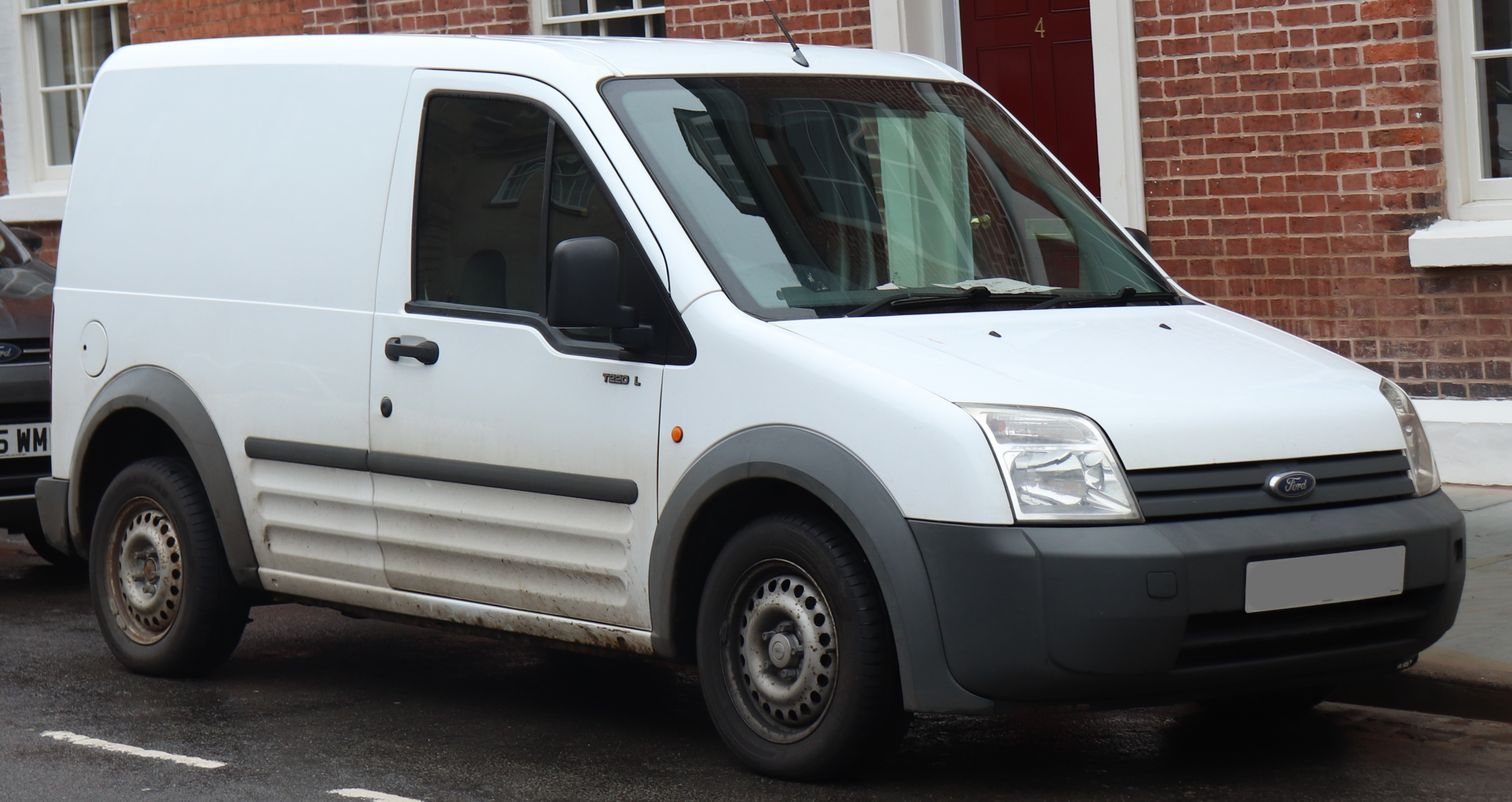
Ford Transit Connect SWB (2006-2009)
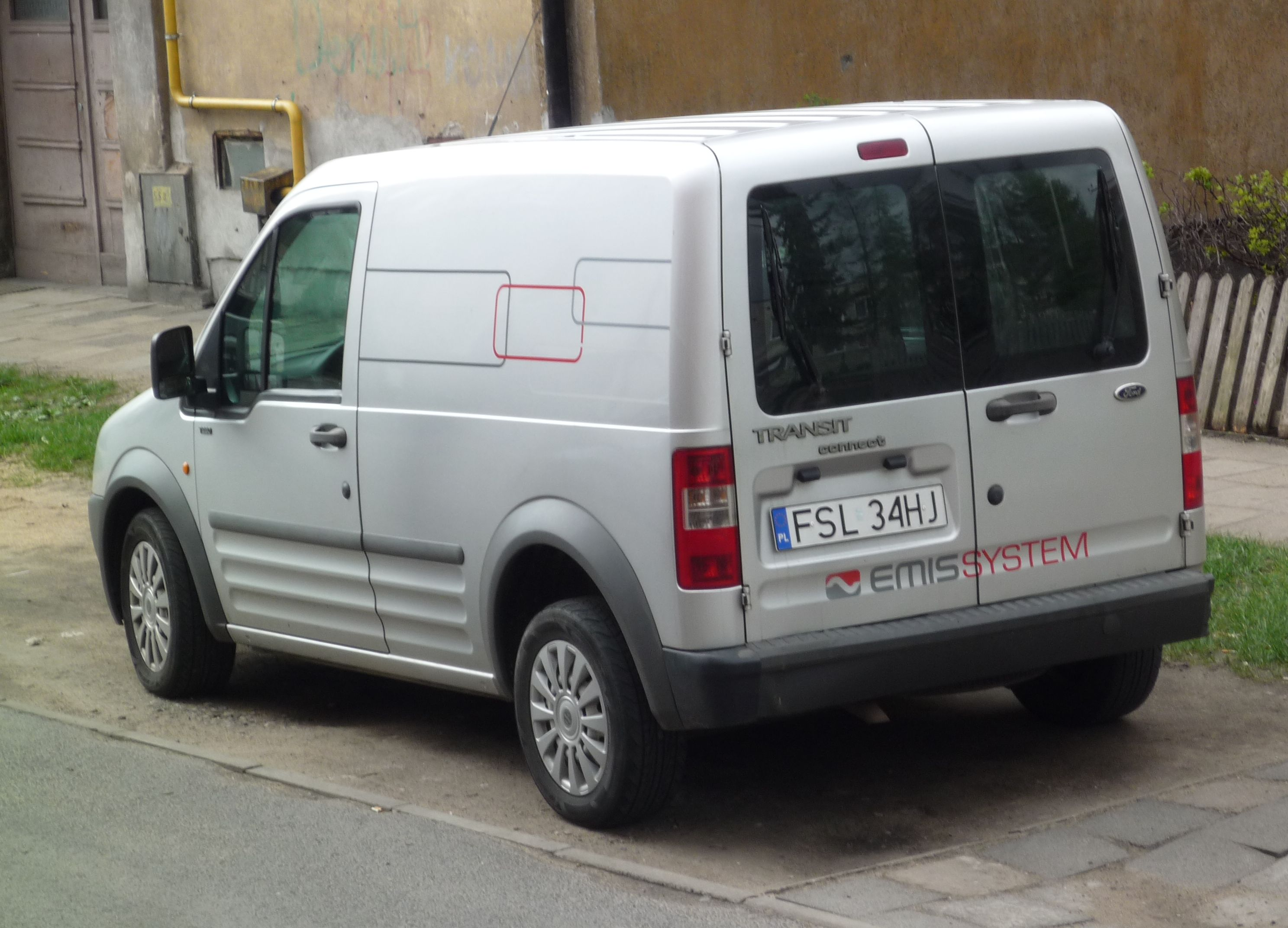
Ford Transit Connect SWB (2006-2009)

### Рестайлінг 2009

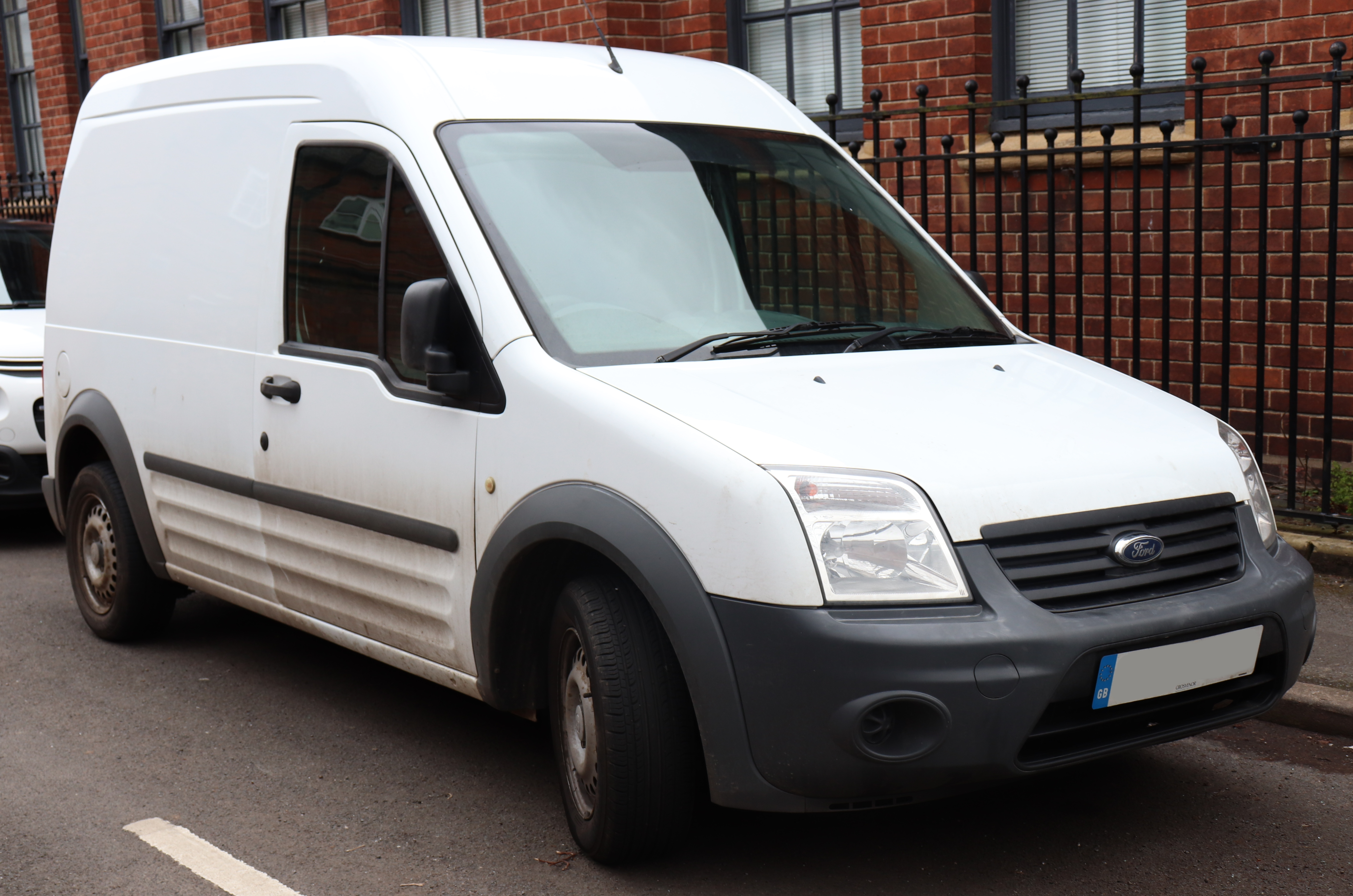
Ford Transit Connect 90 T230 (2009-2013)

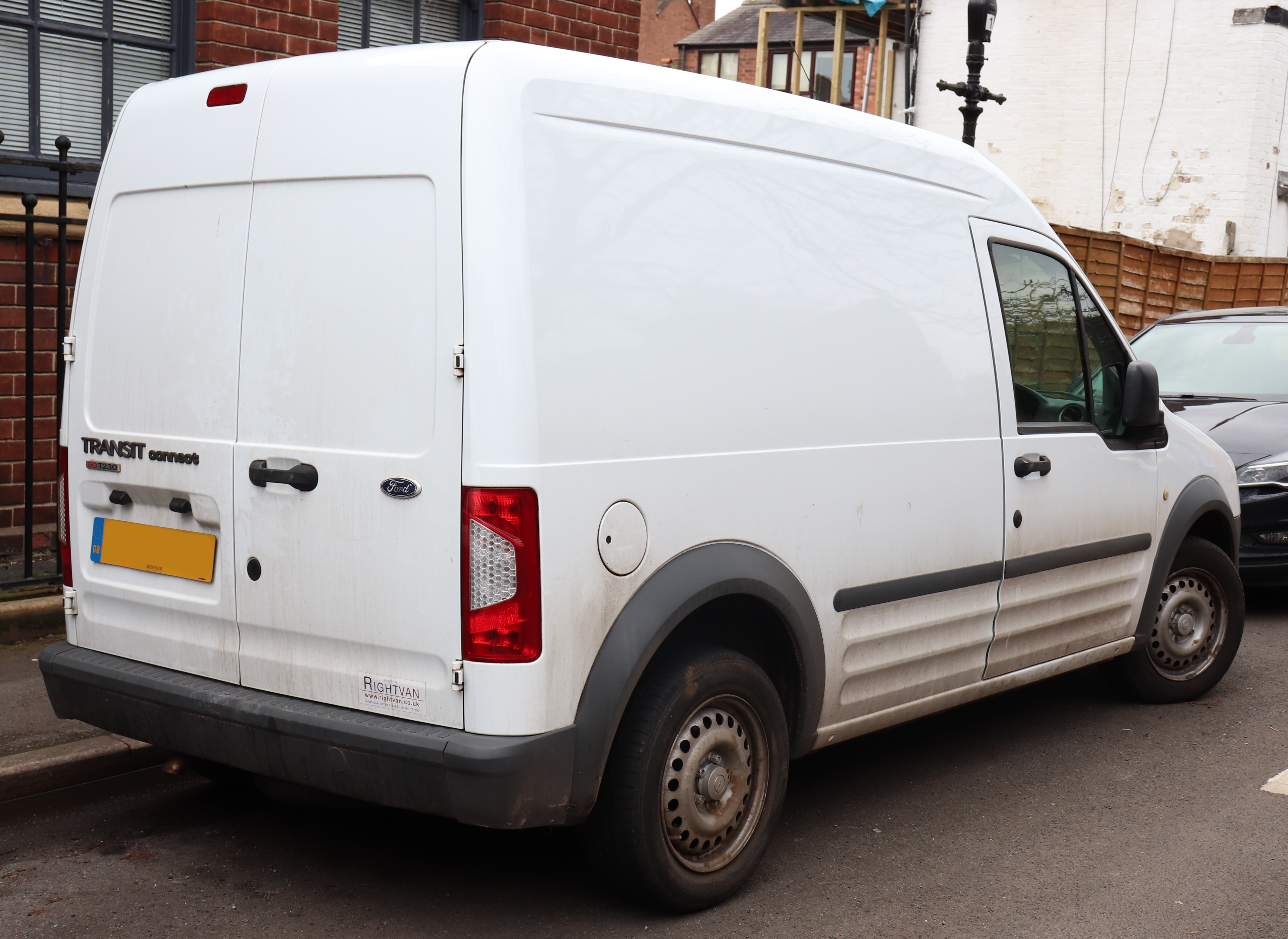
Ford Transit Connect 90 T230 (2009-2013)

Починаючи з середини 2009 року, Transit Connect імпортується в США і Канаду. Вперше він був показаний в США на Чиказькому автосалоні в 2008 році, а модель 2010 була представлена там же 11 лютого 2009 року. Представлення Північноамериканського варіанту було пов'язано з проміжним оновленням дизайну, яке включало рестайлінг передньої решітки, опускання переднього бампера і нову панель приладів, яку обладнали перемикачами і покажчиками від C307 Focus.
Спочатку в США була запущена в продаж тільки модифікація фургона з довгою базою, 4-циліндровим бензиновим двигуном об'ємом 2.0 л і 4-ступінчастою автоматичною коробкою передач, а в інших країнах була доступна тільки модифікація з дизельним двигуном об'ємом 1,8 л. і 5-ступінчастою ручною коробкою передач. Електрична модифікація повинна була вийти тільки через рік, перероблена компанією Azure Dynamics на заводах у США.
Щоб підвищити інтерес та інформованість в Північній Америці, в травні 2009 року Коннект, спеціально оснащені як «мобільні виставкові зали», були надані промисловим паркам та іншим подібним місцям у 13 американських міських зонах. Метою було запропонувати 3000 пробних поїздок власникам малого бізнесу.
Щоб обійти 25%-у мито (відому як «Курячий податок» 1964) на імпортні легкі вантажівки, Форд ввозить все Коннект із задніми вікнами, задніми сидіннями та задніми ременями безпеки як пасажирський транспорт. Автомобілі експортуються з Туреччини на вантажних суднах, що належать фірмі Wallenius Wilhelmsen Logistics, прибувають до Балтімора і переробляються в комерційні на заводах WWL Vehicle Services Americas Inc: задні вікна замінюються металевими панелями, а задні сидіння повністю знімаються (за винятком вантажопасажирських модифікацій). Зняті деталі йдуть у подальший оборот. Весь цей процес можливий завдяки лазівці у визначенні комерційного транспорту на митниці. Так як вантажу ні до чого задні вікна або сидіння з ременями безпеки, то їх наявність звільняє автомобіль з категорії комерційного транспорту. Переробка обходиться Форду сотню доларів на фургон, але при цьому економить тисячі. Почасти через це, до Північної Америки експортуються тільки конфігурації з високим дахом і довгою колісною базою.

### Двигуни
| Двигун                                  | Об'єм    | Потужність                        | Крутний момент                    | Роки випуску |
| --------------------------------------- | -------- | --------------------------------- | --------------------------------- | ------------ |
| Бензинові                               |          |                                   |                                   |              |
| 1.8 Duratec                             | 1796 см³ | 85 к.с. (62 кВт) при 5750 об/хв   | 160 Нм при 4400 об/хв             | 2002-2006    |
| 1.8 16V Duratec                         | 1796 см³ | 115 к.с. (85 кВт) при 5500 об/хв  | 160 Нм при 3500 об/хв             | 2002-2009    |
| 2.0 16V Duratec1                        | 1999 см³ | 136 к.с. (100 кВт) при 6300 об/хв | 174 Нм при 4750 об/хв             | 2009-2013    |
| Дизельні                                |          |                                   |                                   |              |
| 1.8 Duratorq Tdi                        | 1753 см³ | 75 к.с. (55 кВт) при 4000 об/хв   | 175 Нм при 1800 об/хв             | 2002-2006    |
| 1.8 Duratorq TDCi                       | 1753 см³ | 75 к.с. (55 кВт) при 4000 об/хв   | 175 Нм при 1900 об/хв             | 2006-2013    |
| 1.8 Duratorq TDCi                       | 1753 см³ | 90 к.с. (66 кВт) при 4000 об/хв   | 220 Нм при 1700 об/хв             | 2002-2006    |
| 1.8 Duratorq TDCi                       | 1753 см³ | 90 к.с. (66 кВт) при 4000 об/хв   | 235 Нм при 1900 об/хв             | 2006-2013    |
| 1.8 Duratorq TDCi                       | 1753 см³ | 110 к.с. (81 кВт) при 3700 об/хв  | 250 (2802) Нм при 1500-3200 об/хв | 2006-2013    |
| 1 — для ринку США 2 — в режимі овербуст |          |                                   |                                   |              |

### Габарити кузова[1][2]
| Назва моделі             | Версії кузова | Колісна база | Об'єм багажника | Довжина грузової платформи (при складеному сидінні пасажира) | Висота грузової платформи | Довжина автомобіля |
| ------------------------ | ------------- | ------------ | --------------- | ------------------------------------------------------------ | ------------------------- | ------------------ |
| Ford Transit Connect SWB | L1H1          | 2664 мм      | 2,8 м³          | 1739 мм (2467 мм)                                            | 1193 мм                   | 4275 мм            |
| Ford Transit Connect LWB | L2H2          | 2912 мм      | 3,7 м³          | 1986 мм (2714 мм)                                            | 1364 мм                   | 4525 мм            |

### Ford Transit Connect X-Press
Ford Transit Connect X-press — набагато більш швидка модифікація Коннекту. Вона створена командою інженерів Ford з використанням двигуна ефективною потужністю 212 к.с. від моделі Ford Focus RS як показано в шоу «П'ята передача».

### Transit Connect Electric

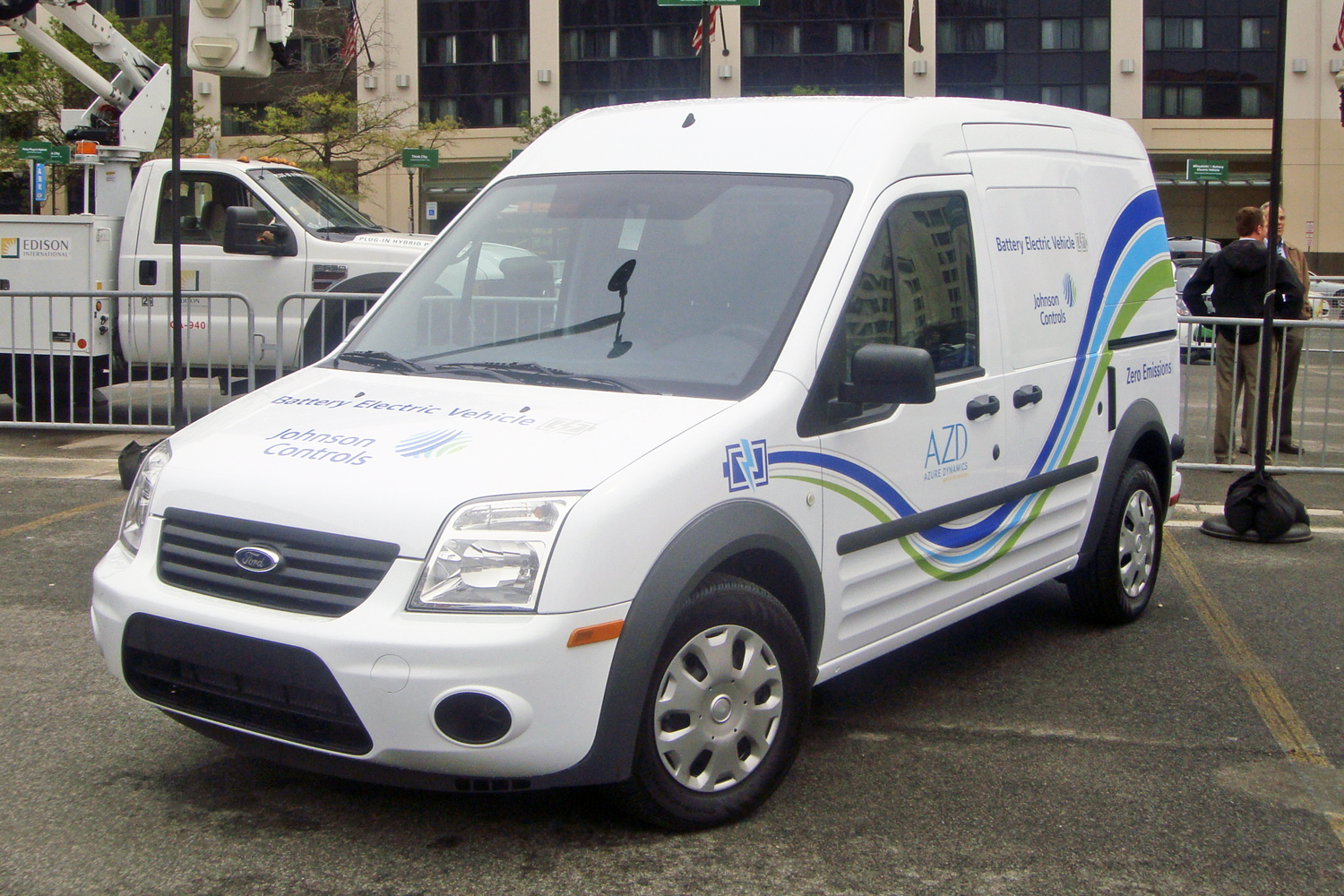
Ford Transit Connect Electric

У 2009 році на Чиказькому автосалоні Ford затвердив спільну з Smith Electric Vehicles розробку модифікації Transit Connect з живленням від електричної батареї. Потім на Женевському автосалоні 2009 Ford показав прототип електричної модифікації пасажирського фургону Ford Tourneo Connect — близького родича Ford Transit Connect. Спочатку Ford оголосив, що встановлювати електричну трансмісію і літій-іонні акумулятори в автомобілі буде Smith Electric Vehicles, проте пізніше Ford повідомив що буде співпрацювати з компанією Azure Dynamics замість цього, з Johnson Controls-Saft як постачальником акумуляторів.
У травні 2010-го «Azure Dynamics Corporation» обрала AM General як підрядника для остаточного складання Ford Transit Connect з електричним приводом, призначених для ринку Північної Америки. Зібрані на автомобільному заводі Ford Otomotiv Sanayi AS, що в іл.Коджаелі (Туреччина), автомобілі без силового привода (англ. glider) транспортують на завод AM General у м. Лівонія, штат Мічиган, де їх оснащують приводом та електричною трансмісією «Force Drive Electric» і завершують збирання. Автомобіль оснащують літій-іонною акумуляторною батареєю виробництва Johnson Controls-Saft. Автомобілі позначають логотипами «Ford» та «Azure Force Drive Electric», однак, виробником вважається «Azure Dynamics».
За даними Ford і Azure, Transit Connect Electric має запас ходу на повністю електричному ходу до 130 км, але офіційний запас ходу Агентства з охорони навколишнього середовища США становить 90 км. Електричний фургон розвиває швидкість до 121 км/год.
Трифазний асинхронний двигун змінного струму надається компанією Siemens, працює від номінальної напруги 300 В; він має номінальний максимальний крутний момент 235 Нм і безперервну потужність 70 к.с. / 158 Нм. Колеса приводяться в рух через редуктор Borg-Warner із співвідношенням 8,28:1. Він живиться від батареї з номінальною ємністю 28 кВт/год, що складається з 16 модулів, розділених на 192 осередки. Бортовий зарядний пристрій має максимальну потужність 3,3 кВт.

#### Супутній ринок
У 2008 році виробник електричних автомобілів Smith запустив електромобіль Smith Ampere на базі шасі Ford Transit Connect і заявив, що це буде спільний бренд Ford і Smith.

### Нагороди
- Ford Transit Connect отримав титул «Міжнародний фургон 2003 року».
- Ford Transit Connect отримав від журналу «Professional Van and Light Truck» титул «Фургон 2004 року».
- У перший рік на американському ринку на «Північноамериканському міжнародному автосалоні» (NAIAS) Коннект присуджено титул «Північноамериканська вантажівка 2010 року».

## Друге покоління (2013–2021)

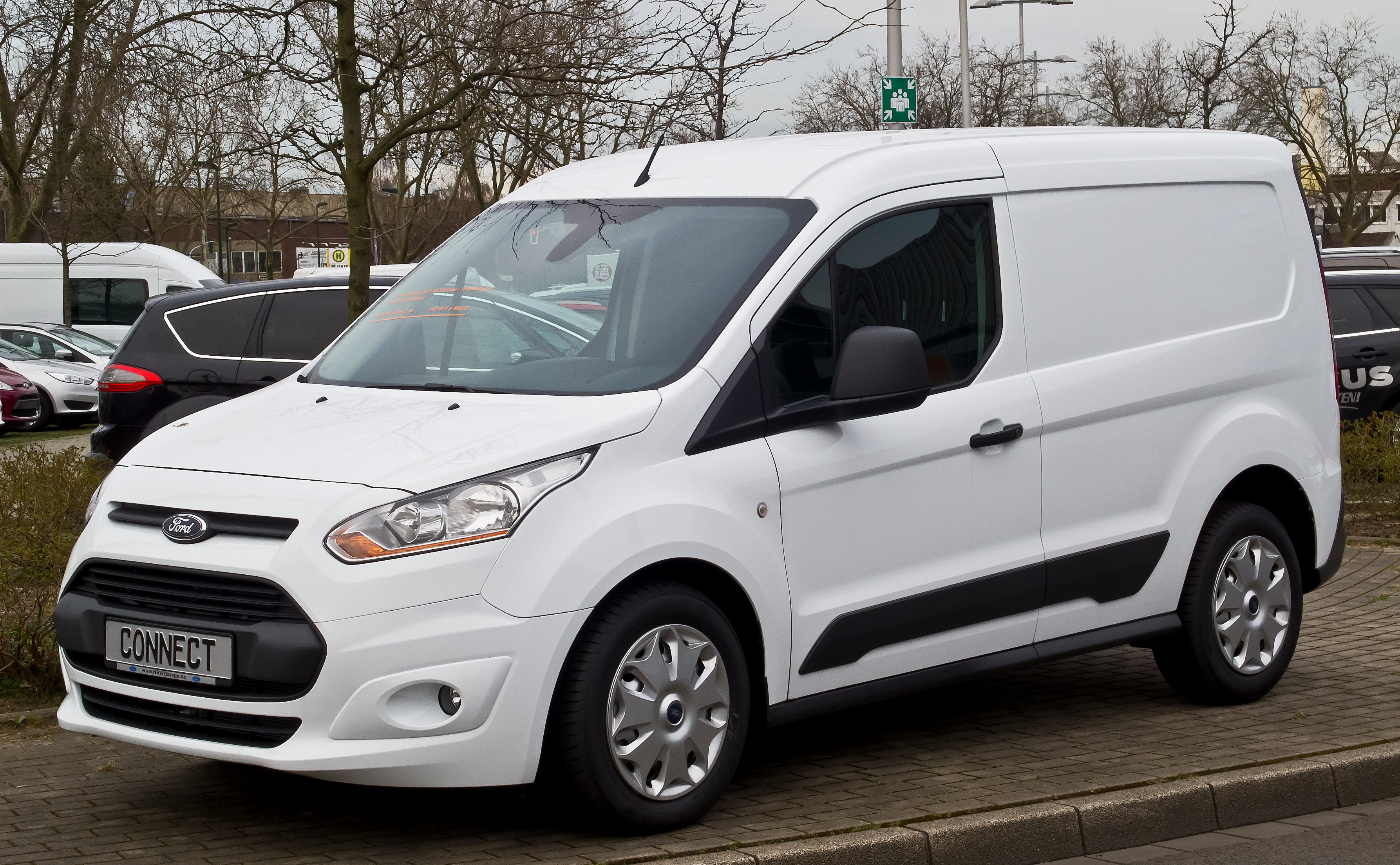
Ford Transit Connect ІІ (2013-2018)

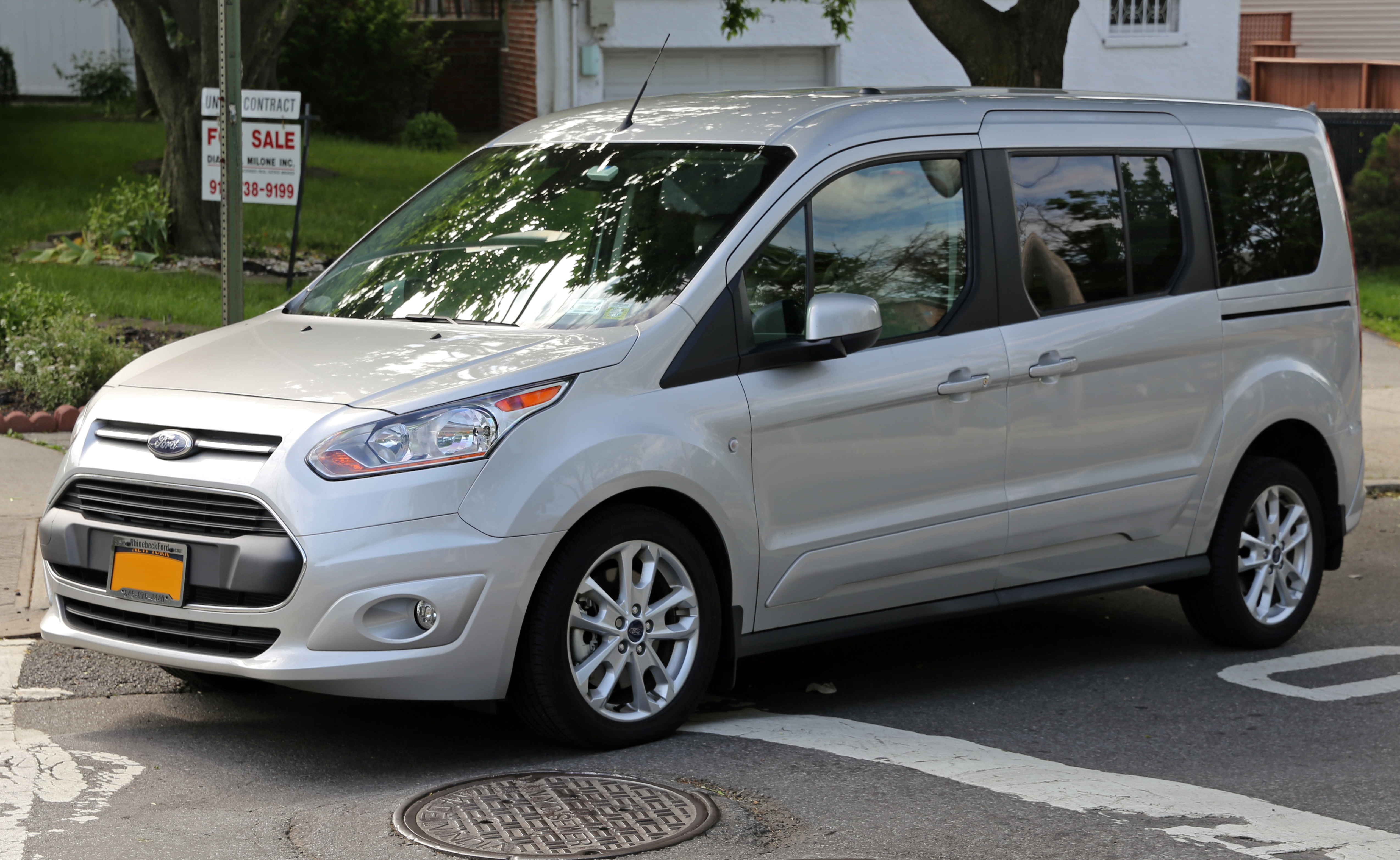
Ford Transit Connect ІІ (2013-2019)

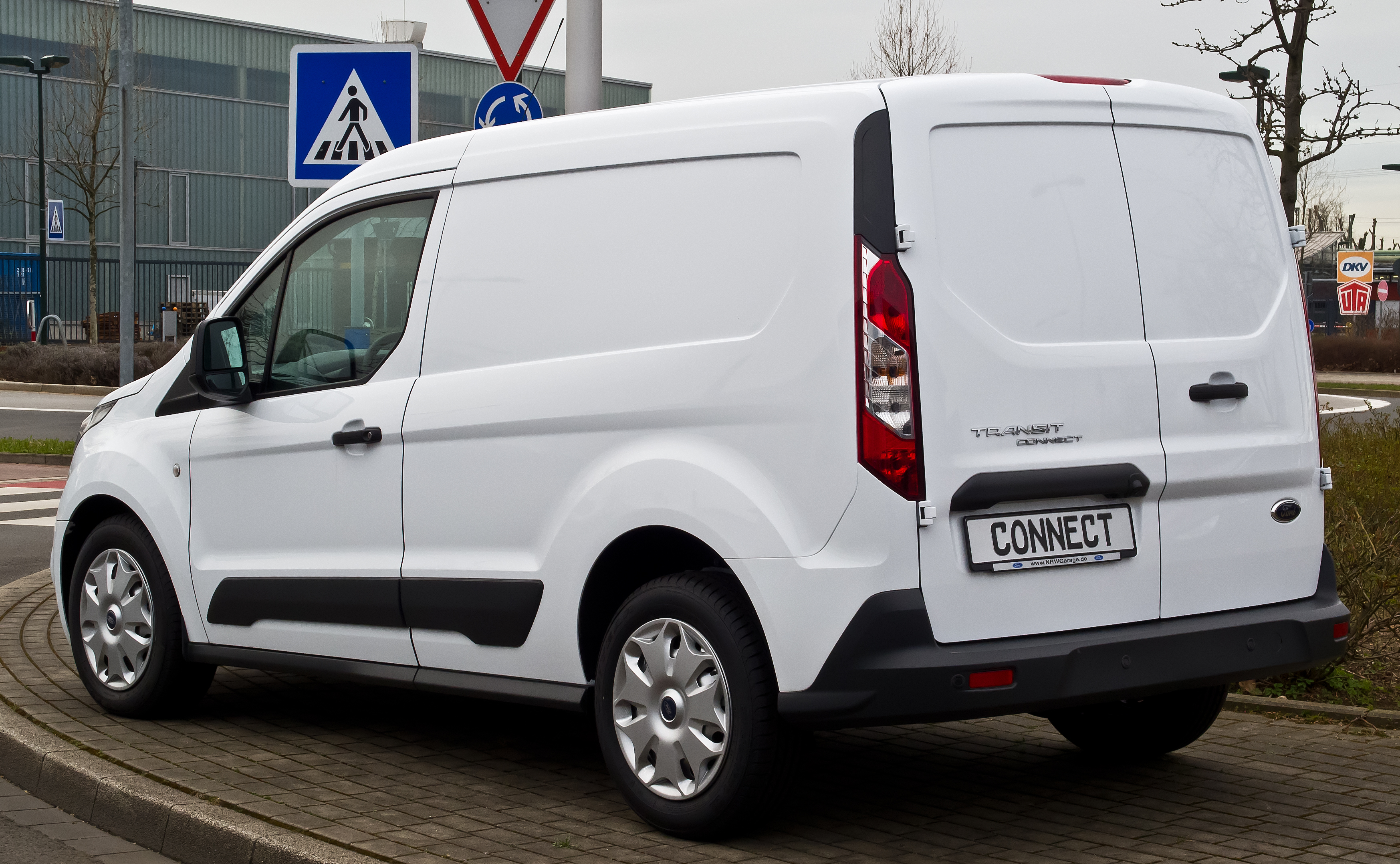

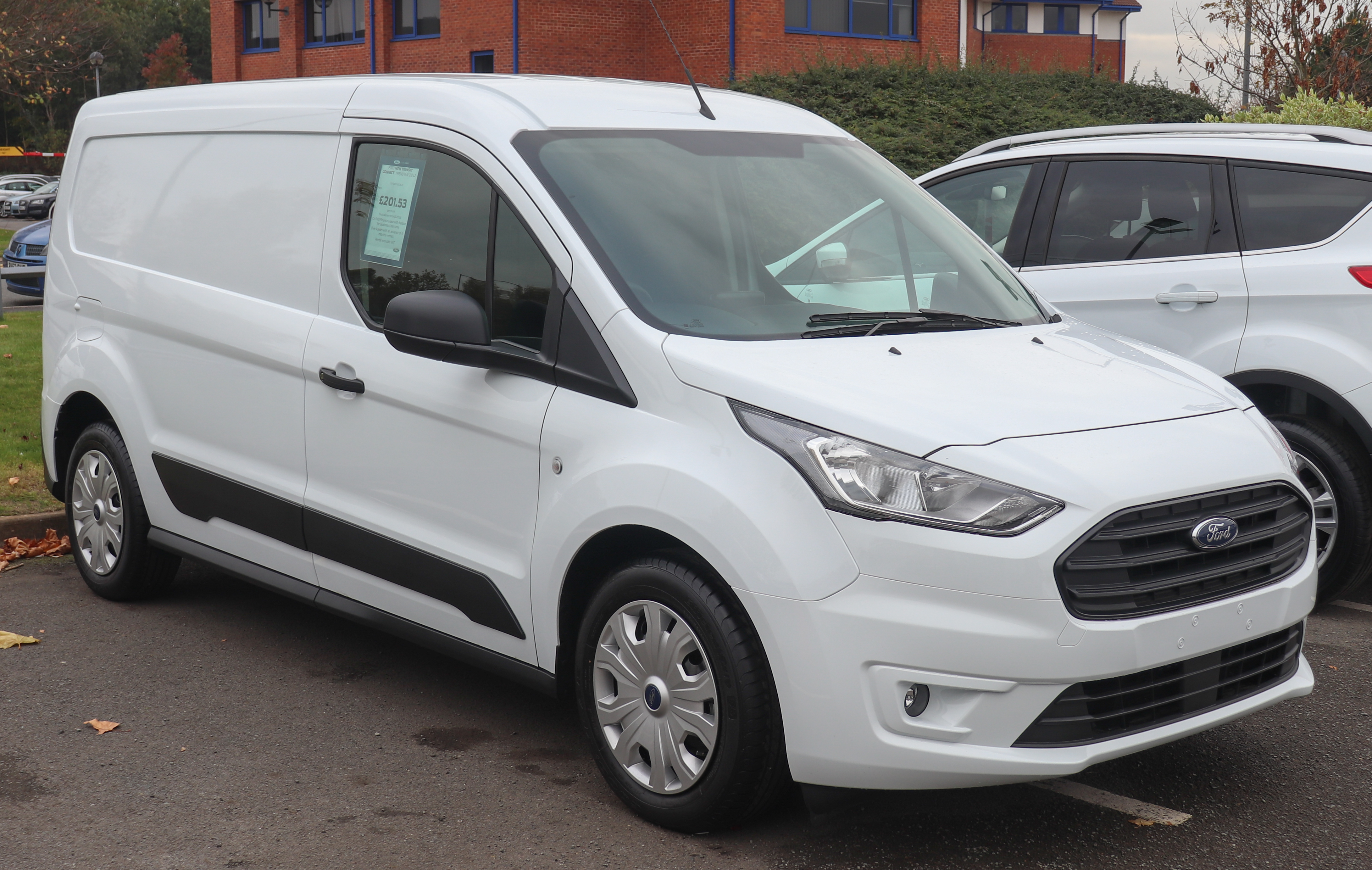
Ford Transit Connect ІІ (з 2018)

Друге покоління Ford Transit Connect офіційно представлене на початку вересня 2012 року в Амстердамі. Грузопасажирський автомобіль надійде в продаж в кінці наступного року.
Для європейського ринку пропонується бензиновий двигун 1,0 л EcoBoost і 1,6 літровий дизельний Duratorq.
Для ринку Північної Америки пропонуються два бензинові двигуни: стандартний 2.5 л Duratec і опційний 1.6 л EcoBoost.
Перейшовши у друге покоління, Ford Transit Connect попрощався з високим дахом. Натомість отримав більш сучасну стилізацію. Збільшені габарити позитивно відобразились на практичності. Мінівен Transit Connect один з небагатьох автомобілів, який пропонує вибір між звичними або вертикально розкидними задніми дверима багажного відділення. Моделі з короткою та довгою колісною базою мають 441.7 та 481.8 см у довжину відповідно. 
Базова модель XL постачається з кондиціонуванням повітря, клімат-контролем для задніх сидінь у пасажирській версії, AM/FM стерео з допоміжним входом, центральним замком з брелоком, телескопічним кермом та водійським сидінням з чотирма режимами налаштування. У базу усіх автомобілів входять бічні розсувні двері. Пасажирські версії автомобіля отримали вікна другого ряду з електроприводом та складні, у співвідношенні 60/40, сидіння другого ряду. Перейшовши до моделей вищого рівня комплектації, водій отримує 4.2-дюймовий дисплей інформаційно-розважальної системи та бічні дзеркала з електроприводом. Для мінівену передбачено чимало опцій. Передні та задні сенсори паркування, камера заднього виду та варіації задніх дверей додають практичності. Про комфорт дбають інформаційно-розважальна система Sync з навігацією та функція підключення телефону. Панорамний скляний дах доступний у топових моделях пасажирських версій. Новинкою 2016 року став моніторинг сліпих зон. Модель найвищої комплектації у пасажирській версії Titanium додасть: шкіряну обшивку сидінь, функцію підігріву передніх сидінь, двозонний клімат-контроль та склоочисники задніх вікон з сенсорами дощу.   

### Двигуни
| Двигун                                  | Потужність                     | Крутний момент        | Роки випуску |
| --------------------------------------- | ------------------------------ | --------------------- | ------------ |
| Бензинові                               |                                |                       |              |
| 1.0 EcoBoost                            | 100 к.с. (74 кВт) при об/хв    | 170 Нм при об/хв      | з 2013       |
| 1.6 EcoBoost                            | 150 к.с. (110 кВт) при об/хв   | 240 Нм при об/хв      | з 2013       |
| 1.6 EcoBoost1                           | 178 к.с. ( кВт) при 5700 об/хв | 184 Нм при 2500 об/хв | з 2013       |
| 2.5 16V Duratec1                        | 169 к.с. ( кВт) при 6000 об/хв | 171 Нм при 4500 об/хв | з 2013       |
| Дизельні                                |                                |                       |              |
| 1.6 Duratorq TDCi                       | 75 к.с. (55 кВт) при об/хв     | 220 Нм при об/хв      | 2013-2015    |
| 1.6 Duratorq TDCi                       | 95 к.с. (70 кВт) при об/хв     | 230 Нм при об/хв      | 2013-2015    |
| 1.6 Duratorq TDCi                       | 115 к.с. (85 кВт) при об/хв    | 270 Нм при об/хв      | 2013-2015    |
| 1.5 Duratorq TDCi                       | 75 к.с. (55 кВт) при об/хв     | 220 Нм при об/хв      | з 2015       |
| 1.5 Duratorq TDCi                       | 100 к.с. (74 кВт) при об/хв    | 240/250 Нм при об/хв  | з 2015       |
| 1.5 Duratorq TDCi                       | 120 к.с. (88 кВт) при об/хв    | 270/300 Нм при об/хв  | з 2015       |
| 1 — для ринку США 2 — в режимі овербуст |                                |                       |              |

### Безпека
За результатами краш-тесту проведеного в 2013 році за методикою Euro NCAP Ford Transit Connect другого покоління отримав п'ять зірок за безпеку.
| Euro NCAP | Рейтинг   |
| --------- | --------- |
| Безпека:  | 5/5 зірок |

## Третє покоління (з 2021)

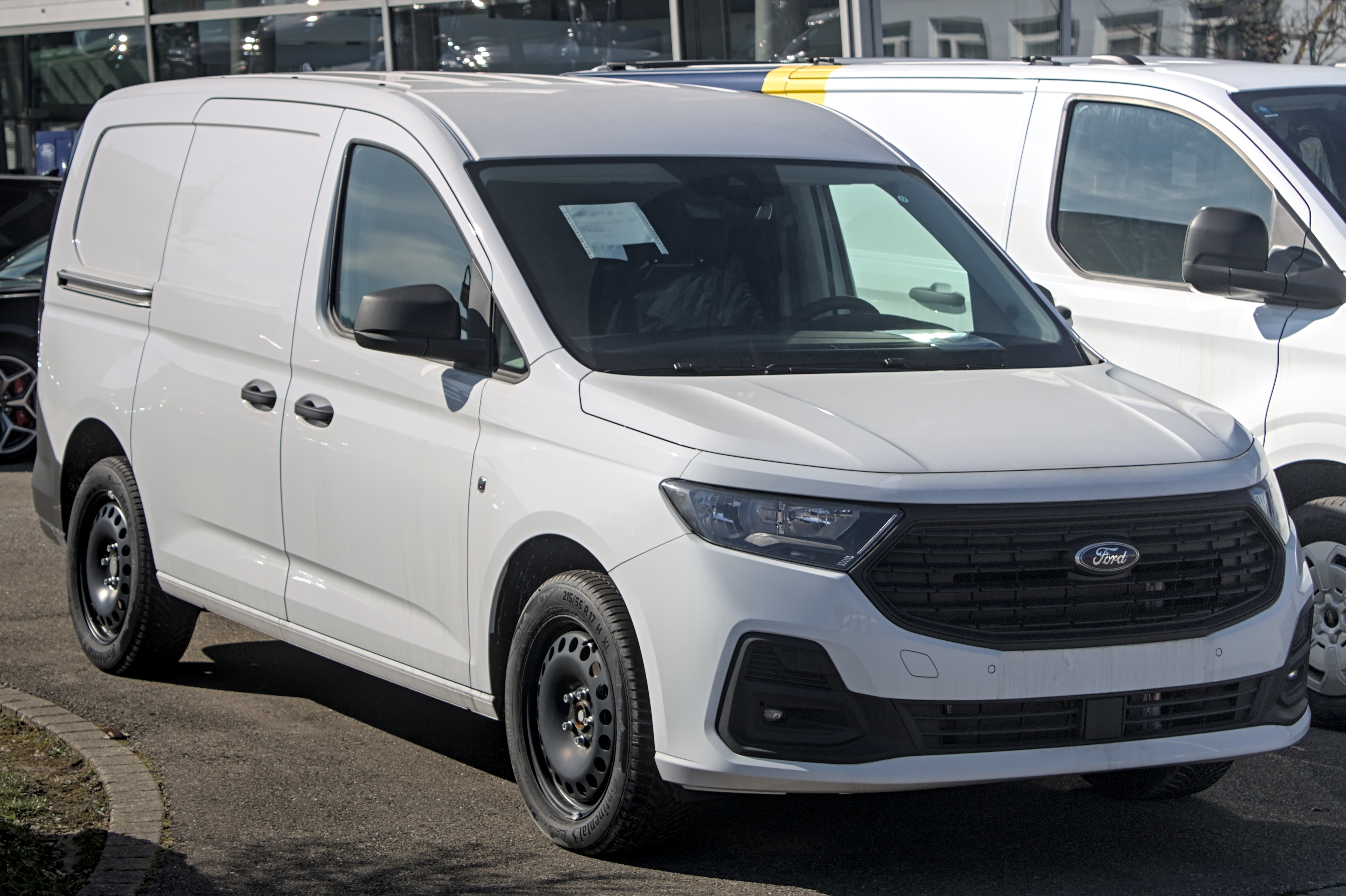
Ford Transit Connect III

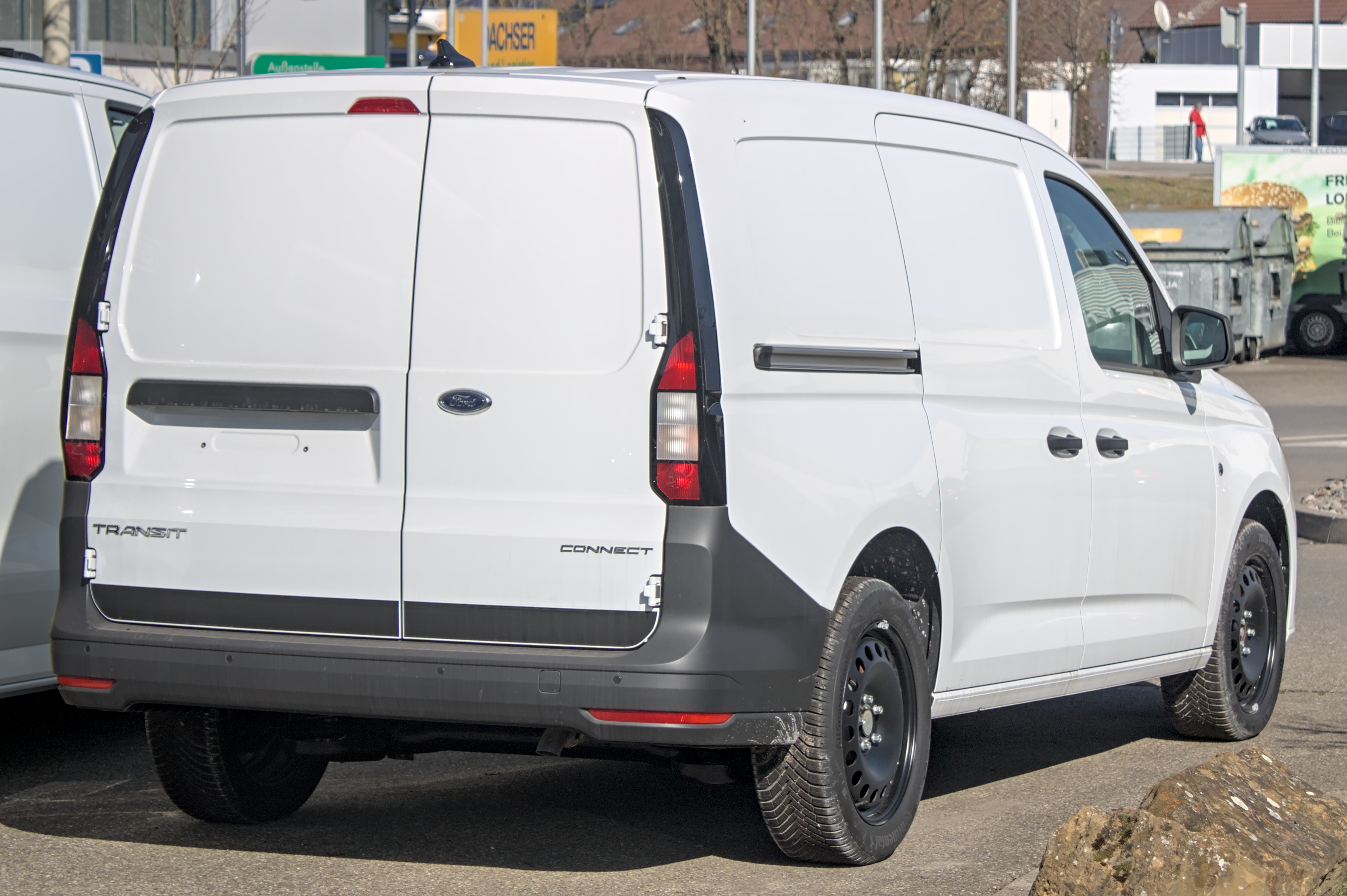

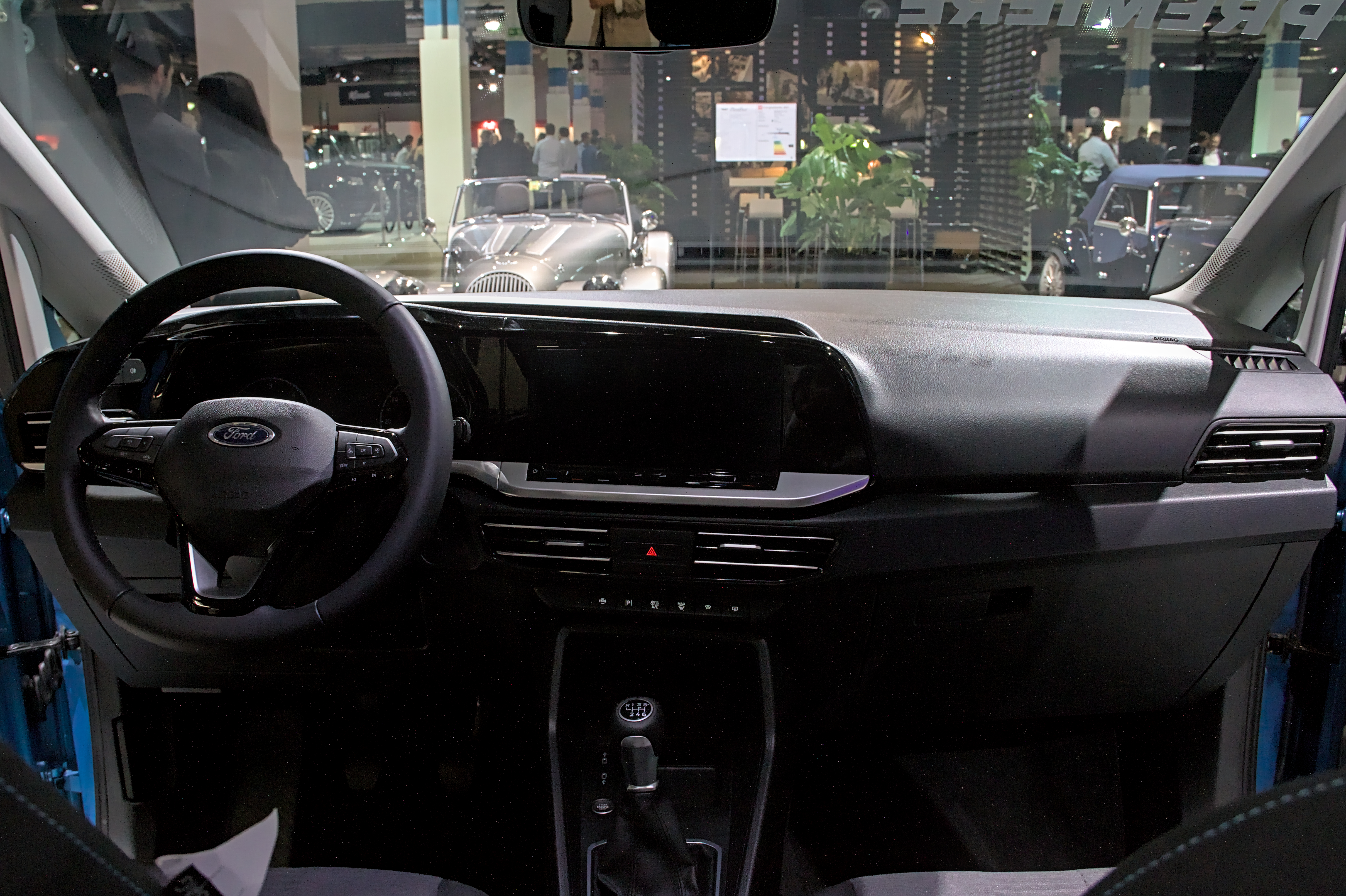

У жовтні 2021 року Ford представив третє покоління серії, спочатку як Tourneo Connect. Автомобіль є дещо зміненою версією Volkswagen Caddy четвертого покоління і збудований на платформі платформі MQB. Ford запропонований покупцям в виконаннях Trend, Active, Titanium і Sport.
Фургон Transit Connect був представлений у січні 2024 року. Він надійшов у продаж у травні 2024 року.
Інформаційно-розважальна система має сенсорний екран діагоналлю від 8,25 до 10 дюймів. Крім того, доступна цифрова панель приладів і до 19 систем допомоги.

### Двигуни
- 1.5 л EA211 evo 114 к.с.
- 2.0 л EA288 evo (diesel) 112/122 к.с.

## Продажі
| рік    | США     |
| ------ | ------- |
| 2009   | 8,834   |
| 2010   | 27,405  |
| 2011   | 31,914  |
| 2012   | 37,521  |
| 2013   | 39,703  |
| 2014   | 43,210  |
| 2015   | 52,221  |
| 2016   | 43,232  |
| 2017   | 34,473  |
| 2018   | 31,923  |
| 2019   | 41,598  |
| 2020   | 34,596  |
| 2021   | 26,112  |
| 2022   | 25,140  |
| Всього | 477,882 |